# حزب الأغلبية الديمقراطية في كوش
حزب الأغلبية الديمقراطية في كوش هو حزب سياسي في جمهورية جنوب السودان بقيادة بول جاي دينق.  